# (24841) 1995 UY8
1995 يو واي 8 (ويعرف أيضًا باسم (24841) 1995 يو واي 8 وفق تسمية الكوكب الصغير) (بالإنجليزية: 1995 UY8)‏ هو كويكب ضمن حزام الكويكبات؛ وترتيبه 24841 من حيث الاكتشاف.
اكتُشف هذا الجُرم الفلكي بواسطة Kin Endate ‏ في 30 أكتوبر 1995.

## وصلات خارجية
- (24841) 1995 UY8 في قاعدة بيانات مختبر الدفع النفاث لأجرام النظام الشمسي الصغيرة

- الاكتشاف · مخطط المدار ·  العناصر المدارية · المعلمات المادية

- (24841) 1995 UY8 على موقع ويكي سكاي: DSS2, SDSS, GALEX, IRAS, Hydrogen α, X-Ray, Astrophoto, Sky Map, Articles and images